# Handschrift 710
Handschrift 710 is een handschrift uit de 15e eeuw met de Natura Rerum van Thomas van Cantimpré (1200 – ca. 1272). De originele tekst is geschreven in het tweede kwart van de 13e eeuw. Deze kopie dateert echter van tussen 1400 en 1500. Het is een encyclopedie waarin natuurverschijnselen opgesomd en uitgelegd worden. Hierin beschrijft Thomas van Cantimpré achtereenvolgens de mens, het dierenrijk (en fabeldieren), de flora, stenen, metalen, astronomie en weersverschijnselen.
Oorspronkelijk was het handschrift in het bezit van het kartuizerklooster Nieuwlicht in Utrecht. Tegenwoordig wordt het bewaard in de Universiteitsbibliotheek Utrecht. Het is te citeren als: Universiteitsbibliotheek Utrecht Hs. 710 (Hs. 5 D 4).

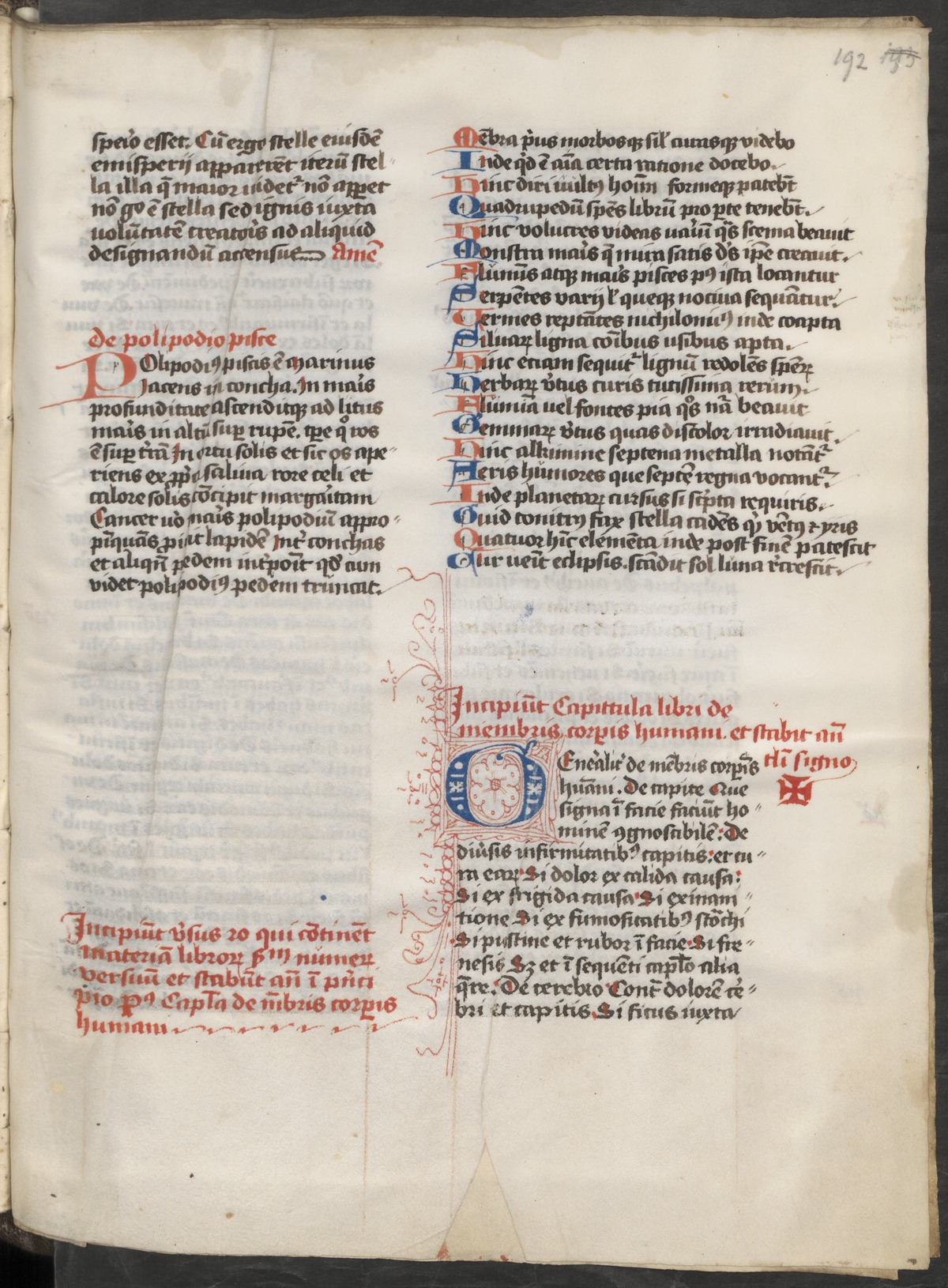
Rode en blauw lombardes, rode hoofdstukindicatie en een gedecoreerde initiaal.

## Omschrijving
Het handschrift is vervaardigd op perkament. Het bestaat uit 193 folia, verdeeld in 24 katernen. Deze katernen worden aangegeven met een markering in de hoek rechtsonder. Dit geldt echter alleen voor de eerste 12 katernen, hierna is er geen sprake meer van een markering. Er is ook sprake van een kleine markering rechtsonder wat lijkt op een handtekening. Deze markering mist op een aantal pagina’s en komt voornamelijk voor op de verso zijde, maar komt na folio 100 helemaal niet meer voor.
De boekband bestaat uit twee houten platten, die dienen als voor- en achterbord. Het manuscript kan gesloten worden met twee ijzeren boeksloten, die vastgemaakt zijn aan de houten platten. Voorin bevinden zich drie schutbladen, één hiervan in opvallend slechtere staat.
Aan de snedekant zijn kleine strookjes perkament (klavieren) te zien. Ze geven geen hoofdstukindicatie aan. De klavieren bevinden zich niet op dezelfde hoogte. Sommige klavieren zijn in de loop van de tijd verloren gegaan, maar de afdruk ervan is nog zichtbaar.
De tekst bevat rubrieken in rode en blauwe inkt. Elk nieuw hoofdstuk begint afwisselend met een rode of blauwe lombarde. Hiernaast staat ook in rubriek de titel van een nieuw stuk tekst. Daarnaast worden belangrijke elementen in de tekst onderstreept in het rood. In de marges zijn aantekeningen van verschillende handen te zien. In het handschrift is meermaals de aantekening ‘nota’ (afgekort ‘nõ’) te zien in de marges. Deze aantekening is terug te vinden in zwarte inkt, onderstreept met rode inkt, of geheel in rode inkt. De betekenis hiervan kan zijn dat een latere kopiist het niet eens is met de inhoud op de schrijflijn waarop de aantekening is gemaakt, of het tegenstrijdig vindt.

## Decoratie
Het handschrift is niet uitvoerig gedecoreerd. Er zijn 25 gedecoreerde initialen met penwerk in de marge in rode, groene en blauwe patronen van lijnen in en rondom de initiaal. Twee van deze initialen bevatten een dierlijk wezen, een enkeling een zijaanzicht van het hoofd van een persoon, de anderen tonen eenvoudige, organische patronen. De lange lijnen en ‘punten’ hierin zijn typerend voor de Utrechtse florators. In de gedecoreerde initialen komt het zogeheten Utrechts draakje voor, in de stijl ‘Kroon-en-draak’-stijl. Deze stijl kenmerkt zich met een kroon aan de linkerkant van de initiaal met hierin een oog, gangbaar in de periode 1460-1477.

## De tekst
Thomas van Cantimpré werd gestimuleerd door Augustinus om de encyclopedie te schrijven. Zijn werk is gebaseerd op de zoölogische geschriften van Aristoteles tot Michael Scotus. Hij schreef de Natura Rerum om predikanten mnemonische kennis en moraal bij te brengen, die zij weer over konden brengen aan hun publiek. In zeker zin heeft het dus ook gediend als lesboek. De Natura Rerum heeft als basis gediend voor verschillende latere encyclopedieën, waaronder de Middelnederlandse bewerking Der naturen bloeme van Jacob van Maerlant. Ook heeft het gediend als directe bron voor Pier Candido Decembrio’s De animantium naturis, het eerste moderne werk over de geschiedenis van de natuur, geschreven in humanistisch Latijn.
Het originele werk is bekend in twee vormen: een negentiendelige versie en een latere, twintigdelige versie. Hierna zijn verschillende individuele versies van de encyclopedie gemaakt, volgens de belangen van de respectieve compilator. Hs. 710 valt hier waarschijnlijk onder.

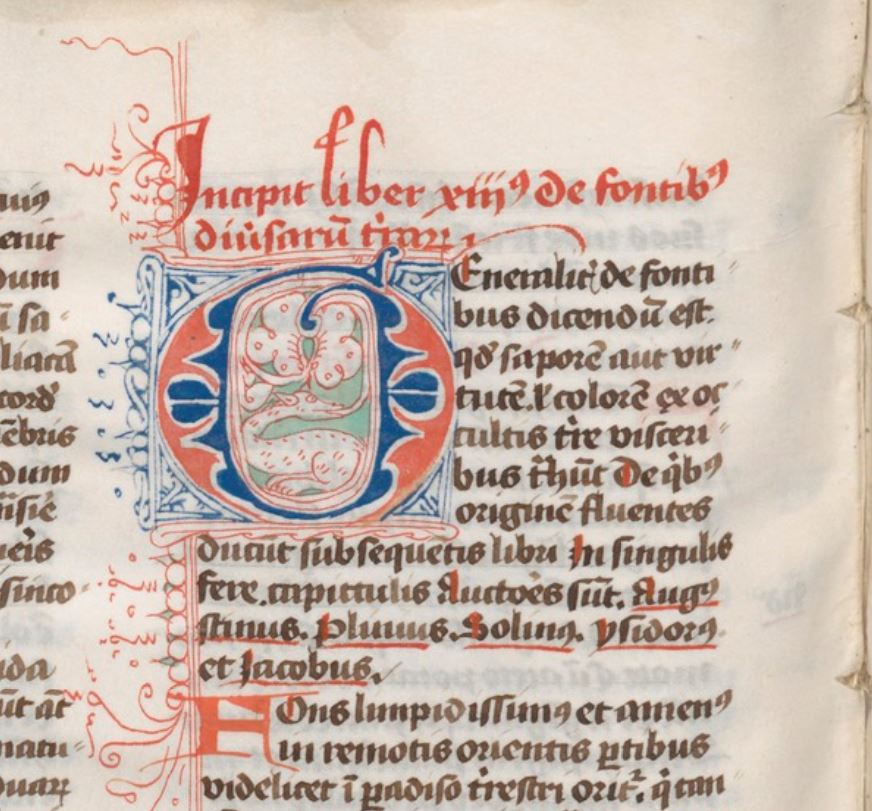
Het Utrechts draakje in een gedecoreerde initiaal.